# Дівайн Теа
Діва́йн Ру́звельт Те́а (англ. Divine Roosevelt Teah; нар. 19 квітня 2006, Барнсвілль) — ліберійський футболіст, півзахисник чеського клубу «Славія» (Прага) та збірної Ліберії.

## Клубна кар'єра
Вихованець ліберійської футбольної академії «Масса». 2021 року почав виступати за клуб «Німба». 11 жовтня 2023 року англійська газета The Guardian назвала його одним з 60-ти найкращих футболістів світу 2006 року народження.

### «Гаммарбю»
19 квітня 2024 року перейшов до шведського клубу «Гаммарбю», підписавши чотирирічний контракт. 15 липня 2024 року дебютував за «Гаммарбю» в матчі Аллсвенскан проти «Гетеборга», вийшовши на заміну Базумані Туре.

### «Славія» (Прага)
30 жовтня 2024 року підписав п'ятирічний контракт з чеським клубом «Славія» (Прага), а сума трансферу становила близько 50 млн шведських крон. 26 лютого 2025 року дебютував за «Славію» в матчі Кубка Чехії проти «Таборско», замінивши Янніса Ботоса. 16 березня 2025 року в поєдинку проти Яблонця дебютував у чеській Першій лізі. У своєму дебютному сезоні допоміг команді чемпіонат Чехії.

## Кар'єра в збірній
У вересні 2021 року вперше викликаний до збірної Ліберії в віці 15 років і 5 місяців на товариський матч проти збірної Єгипту. 24 березня 2022 року дебютував за збірну Ліберії в товариському матчі проти збірної Беніну, вийшовши на заміну Сету Геллбергу. 29 березня того ж року в поєдинку з Бурунді забив свій перший гол за збірну, ставши таким чином у віці 15 років та 347 днів наймолодшим в історії бомбардиром збірної Ліберії.

## Статистика виступів

### Клубна статистика
Станом на 20 липня 2025 
| Клуб              | Сезон             | Чемпіонат         | Чемпіонат | Чемпіонат | Кубок | Кубок | Єврокубки | Єврокубки | Інші  | Інші | Всього | Всього |
| Клуб              | Сезон             | Дивізіон          | Матчі     | Голи      | Матчі | Голи  | Матчі     | Голи      | Матчі | Голи | Матчі  | Голи   |
| ----------------- | ----------------- | ----------------- | --------- | --------- | ----- | ----- | --------- | --------- | ----- | ---- | ------ | ------ |
| Гаммарбю          | 2024              | Аллсвенскан       | 7         | 0         | 1     | 0     | —         | —         | —     | —    | 8      | 0      |
| Славія (Прага)    | 2024–25           | Перша ліга        | 8         | 0         | 2     | 0     | 0         | 0         | —     | —    | 10     | 0      |
| Славія (Прага)    | 2025–26           | Перша ліга        | 1         | 0         | 0     | 0     | 0         | 0         | —     | —    | 1      | 0      |
| Славія (Прага)    | Всього            | Всього            | 9         | 0         | 2     | 0     | 0         | 0         | 0     | 0    | 11     | 0      |
| Всього за кар'єру | Всього за кар'єру | Всього за кар'єру | 16        | 0         | 3     | 0     | 0         | 0         | 0     | 0    | 19     | 0      |

### Міжнародна статистика
Станом на 24 березня 2025 
| Збірна            | Сезон             | Товариські | Товариські | Офіційні | Офіційні | Всього | Всього |
| Збірна            | Сезон             | Матчі      | Голи       | Матчі    | Голи     | Матчі  | Голи   |
| ----------------- | ----------------- | ---------- | ---------- | -------- | -------- | ------ | ------ |
| Ліберія           |                   |            |            |          |          |        |        |
| 2022              | 4                 | 1          | 0          | 0        | 4        | 1      |        |
| 2023              | 2                 | 1          | 3          | 0        | 5        | 1      |        |
| 2024              | 0                 | 0          | 6          | 0        | 6        | 0      |        |
| 2025              | 0                 | 0          | 2          | 0        | 2        | 0      |        |
| Всього за кар'єру | Всього за кар'єру | 6          | 2          | 11       | 0        | 17     | 2      |

### Матчі за збірну
Станом на 24 березня 2025 
| Матчі Дівайна Теа за збірну Ліберії | Матчі Дівайна Теа за збірну Ліберії | Матчі Дівайна Теа за збірну Ліберії | Матчі Дівайна Теа за збірну Ліберії | Матчі Дівайна Теа за збірну Ліберії | Матчі Дівайна Теа за збірну Ліберії | Матчі Дівайна Теа за збірну Ліберії | Матчі Дівайна Теа за збірну Ліберії |
| №                                   | Дата                                | Суперник                            | Рахунок                             | Голи                                | Картки                              | Хвилини                             | Змагання                            |
| ----------------------------------- | ----------------------------------- | ----------------------------------- | ----------------------------------- | ----------------------------------- | ----------------------------------- | ----------------------------------- | ----------------------------------- |
| 1                                   | 24 березня 2022                     | Бенін                               | 0–4                                 |                                     |                                     | 3'                                  | Товариський матч                    |
| 2                                   | 27 березня 2022                     | Сьєрра-Леоне                        | 0–1                                 |                                     |                                     | 90'                                 | Товариський матч                    |
| 3                                   | 29 березня 2022                     | Бурунді                             | 1–2                                 | 1                                   |                                     | 90'                                 | Товариський матч                    |
| 4                                   | 25 вересня 2022                     | Нігер                               | 0–0                                 |                                     |                                     | 8'                                  | Товариський матч                    |
| 5                                   | 12 вересня 2023                     | Гана                                | 1–3                                 | 1                                   |                                     | 28'                                 | Товариський матч                    |
| 6                                   | 14 вересня 2023                     | Лівія                               | 2–3                                 |                                     |                                     | 77'                                 | Товариський матч                    |
| 7                                   | 17 жовтня 2023                      | Марокко                             | 0–3                                 |                                     |                                     | 83'                                 | Відбіркові матчі КАН-2023           |
| 8                                   | 17 листопада 2023                   | Малаві                              | 0–1                                 |                                     |                                     | 35'                                 | Відбіркові матчі ЧС-2026            |
| 9                                   | 20 листопада 2023                   | Екваторіальна Гвінея                | 3–0                                 |                                     |                                     | 17'                                 | Відбіркові матчі ЧС-2026            |
| 10                                  | 6 вересня 2024                      | Того                                | 1–1                                 |                                     |                                     | 19'                                 | Відбіркові матчі КАН-2025           |
| 11                                  | 10 вересня 2024                     | Алжир                               | 0–3                                 |                                     |                                     | 22'                                 | Відбіркові матчі КАН-2025           |
| 12                                  | 11 жовтня 2024                      | Екваторіальна Гвінея                | 0–1                                 |                                     |                                     | 12'                                 | Відбіркові матчі КАН-2025           |
| 13                                  | 14 жовтня 2024                      | Екваторіальна Гвінея                | 1–2                                 |                                     | 33'                                 | 79'                                 | Відбіркові матчі КАН-2025           |
| 14                                  | 13 листопада 2024                   | Того                                | 1–0                                 |                                     |                                     | 74'                                 | Відбіркові матчі КАН-2025           |
| 15                                  | 17 листопада 2024                   | Алжир                               | 1–5                                 |                                     |                                     | 90'                                 | Відбіркові матчі КАН-2025           |
| 16                                  | 19 березня 2025                     | Туніс                               | 0–1                                 |                                     |                                     | 72'                                 | Відбіркові матчі ЧС-2026            |
| 17                                  | 24 березня 2024                     | Сан-Томе і Принсіпі                 | 2–1                                 |                                     |                                     | 14'                                 | Відбіркові матчі ЧС-2026            |

Всього: 17 матчів / 2 голи; 3 перемоги, 2 нічиї, 12 поразок.

## Досягнення
«Славія» (Прага)
- Чемпіон Чехії: 2024–25